# Ranker (Bodenkunde)

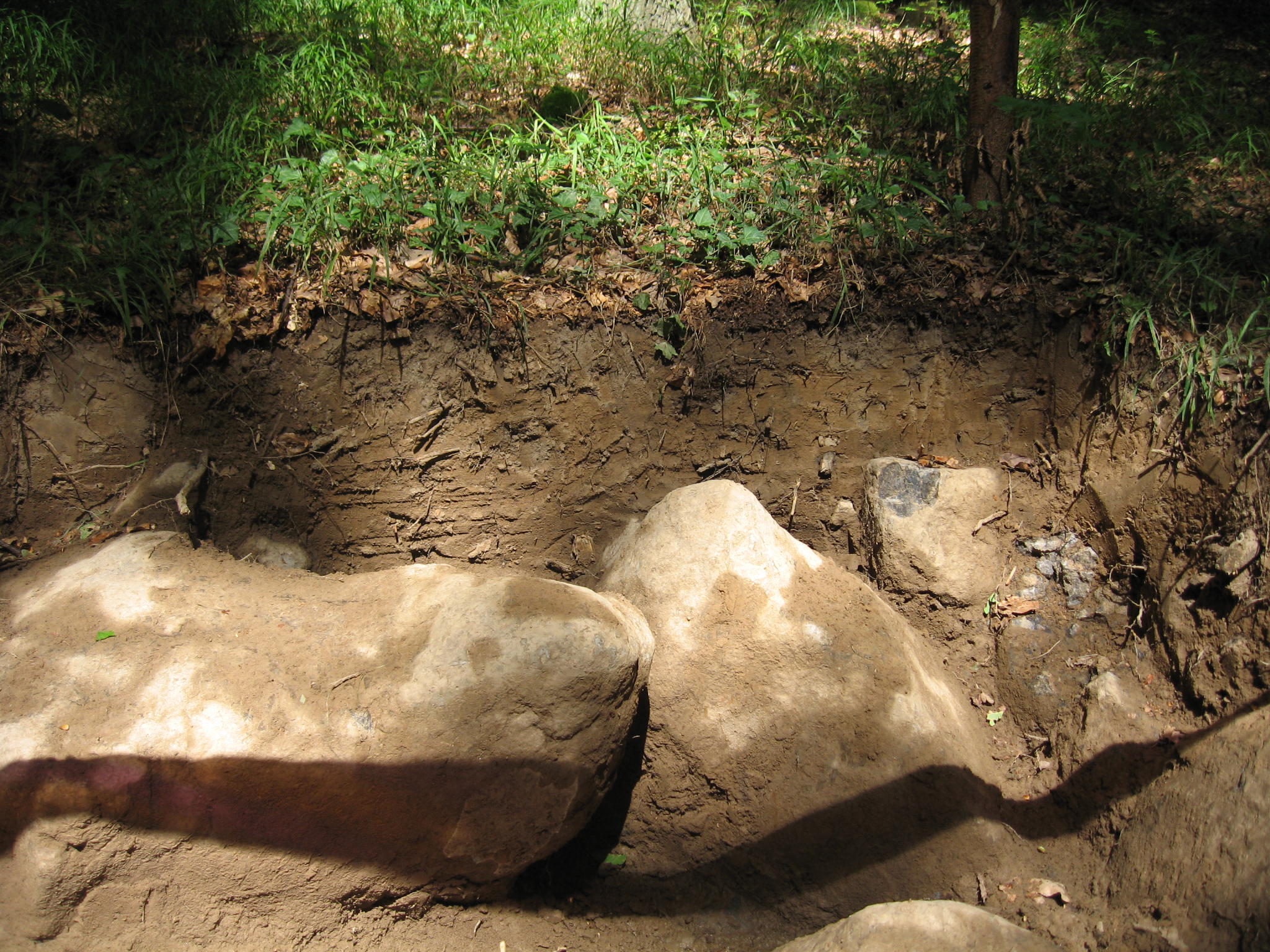
Ranker mit Entwicklungstendenz zur Braunerde

Als Ranker wird in der Bodenkunde ein schwach entwickelter und flachgründiger Boden bezeichnet, der auf kalkarmem bis kalkfreiem Festgestein wie Sandstein, Granit oder Quarz entsteht. Der Name leitet sich vom österr. Ranker ab, was Steilhang bedeutet. Der Bodentyp weist zwei Horizonte auf und wird in die Klasse R (Ah/C-Böden) eingeteilt. Seine Abkürzung lautet RN.

## Entstehung und Verbreitung
Wenn sich auf Festgestein eine dünne Schicht Boden gebildet hat, ist ein frühes Stadium der Bodenentwicklung erreicht (Syrosem). Der Boden wird durch fortschreitende Humusbildung, Ablagerung von Staub und Verwitterung des Gesteins zunehmend mächtiger. Sobald die Bodenschicht mehr als 2 cm misst, gehen aus dem Syrosem höher entwickelte Bodentypen hervor – die Böden der Klasse R (Ah/C-Böden). Auf kalkarmen bis kalkfreien Gesteinen (Quarzit, Tonstein, Sandstein oder Schluffstein) sind das die Ranker. Damit ist die Bodenentwicklung aber nicht abgeschlossen. Im weiteren Verlauf kommt es zur Verbraunung und Verlehmung, so dass sich ohne weitere Störungen ein B-Horizont bildet und das Folgestadium erreicht wird (Braunerde). Am Ende der Bodenentwicklung steht meist der Podsol; in seltenen Fällen (Tonstein) die Terra fusca.
Ranker sind in Mitteleuropa typisch für die Hanglagen der Mittelgebirge, wenn entsprechende Ausgangsgesteine anstehen. Für Mitteldeutschland sind dies beispielsweise im Harz der Granit oder im Wiehengebirge der Sandstein. Der Bodentyp kommt, wie bereits die Namensherkunft schließen lässt, nur an Hangpositionen dauerhaft vor, da nur dort die Erosion der (schnellen) Weiterentwicklung des Bodens entgegenwirkt. Darüber hinaus sind Ranker heutzutage aufgrund menschlicher Tätigkeit weitaus häufiger als früher. So kam es auf vielen Ackerflächen an Hanglagen zu einer Bodenerosion. Dadurch wurden höhere Entwicklungsstadien abgetragen und erneut Ranker erreicht.

## Horizontierung
Der Ranker besitzt laut Deutscher Bodensystematik die Horizontierung Ah/imC.
- Ah: Der Oberbodenhorizont (A) ist humos (h). Er besitzt eine Mächtigkeit von mindestens 2 cm und maximal 30 cm (andere Ah/C-Böden 40 cm). Unter landwirtschaftlicher Nutzung kann auch die Bezeichnung Ap (p = gepflügt) vorkommen.
- imC: Das Ausgangsmaterial (C) ist massiv (m) und kalkarm bis kalkfrei (i = silikatisch; ≤ 2 Gew.% Kalk). Dabei kommen zahlreiche Gesteine wie Sandstein, Quarzit, Granit, Tonstein oder Schluffstein in Frage. Das Material ist weitgehend unverwittert.

Nach der internationalen Bodenklassifikation World Reference Base for Soil Resources (WRB) gehören Ranker meist zu den Leptosolen, Arenosolen oder Regosolen.

## Eigenschaften
Da zahlreiche Gesteine in Frage kommen, können die Eigenschaften variieren. Durch das kalkarme Ausgangsmaterial sind die pH-Werte des Bodens aber in aller Regel sauer. Auf quarzreichen Gesteinen wie Sandstein, Quarzit oder Granit sind Ranker überwiegend nährstoffarm (dystroph). Liegt dagegen kalkarmes aber nährstoffreicheres Gestein vor wie Glimmerschiefer, Schluffstein oder Tonstein, können sie auch nährstoffreich sein (eutrophe Ranker bzw. Eu-Ranker). Während Eu-Ranker hochwertige Humusformen (Mull) und Mineralisierungsraten aufweisen, sind die Verhältnisse für den Abbau organischer Stoffe auf dystrophen Rankern schlecht. So bilden sich die ungünstigen Humusformen Moder und Rohhumus sowie nicht umgesetzte Laubauflagen, die wiederum die Podsolierung fördern. Eine wesentliche Eigenschaft aller Ranker ist die Flachgründigkeit durch das nah anstehende Festgestein.

## Nutzung
Ranker haben ein geringes landwirtschaftliches Ertragspotential. Wegen der häufigen Hanglage, Flachgründigkeit und Nährstoffarmut werden sie in Mitteleuropa nur noch selten als Acker genutzt. Unter Grünland bieten sie geringe bis mittlere Erträge und bieten sich gut für eine extensive Beweidung an. Standorte mit Ranker sind oft von Wald bedeckt, weisen aber ein geringes forstwirtschaftliches Ertragspotential auf und werden daher meist nur extensiv oder gar nicht genutzt. Wegen des steinigen, geringmächtigen Untergrundes bieten Ranker nur bestimmten Baumarten einen geeigneten Standort. Typisch sind Traubeneichen und bei ausreichender Basenverfügbarkeit auch Linden oder Elsbeeren.

## Andere Ah/C-Böden
Neben dem Ranker gehören drei weitere Bodentypen in die Klasse der Ah/C-Böden, die sich diagnostisch vor allem im Kalkgehalt des Ausgangsmaterials unterscheiden:
- Die Pararendzina entsteht auf mergeligem Material (Carbonatgehalt > 2 Gew.% und < 75 Gew.%). Meist handelt es sich um Lockermaterialien wie Löss.
- Der Regosol bildet sich ebenfalls auf kalkarmem oder -freiem Material (Carbonatgehalt ≤ 2 Gew.%). Allerdings muss es sich hier um Lockermaterialien handeln (vor allem Sand).
- Die Rendzina liegt auf kalkreichen Materialien (Carbonatgehalt ≥ 75 Masse-%) wie Kalkstein oder Gips.